# Kuta Alam (plaats)
Kuta Alam is een bestuurslaag in het regentschap Banda Aceh van de provincie Atjeh, Indonesië. Kuta Alam telt 3634 inwoners (volkstelling 2010).